# HD 140283
HD 140283, přezdívaná „Metuzalém“, je na kovy chudá hvězda a zároveň jedna z nejstarších známých hvězd ve vesmíru. Nachází se přibližně 202 světelných let od Země v souhvězdí Váhy. Díky své zdánlivé hvězdné velikosti 7,2 je viditelná dalekohledem. Patří do hvězdné populace populace II, což znamená, že má velmi nízký obsah těžkých prvků.

## Historie pozorování
Hvězda byla známa už v roce 1912, kdy její astrometrická data změřil Walter Sydney Adams pomocí spektrografu na observatoři Mount Wilson. V 50. letech 20. století Joseph W. Chamberlain a Lawrence Aller určili její výrazně nižší obsah kovů než u Slunce.

## Vlastnosti
- Spektrální typ: G0IV-V m-5[1]
- Zdánlivá hvězdná velikost (V): 7,205 ± 0,02[1]
- Absolutní hvězdná velikost (V): +3,377[1]
- Teplota povrchu: 5787 ± 48 K[1]
- Poloměr: 2,04 ± 0,04 R☉[1]
- Hmotnost: 0,78–0,805 M☉[1]
- Stáří: 14,46 ± 0,8 miliardy let
- Paralaxa: 16,114 ± 0,072 mas[1]
- Vzdálenost: 202,4 ± 0,9 světelných let (62,1 ± 0,3 pc)[1]
- Radiální rychlost: −169,00 ± 0,2 km/s[1]

V roce 2024 byly výsledky z mise Gaia DR3 a interferometrických měření použity k revizi stáří hvězdy. Nejnovější odhady stáří se pohybují mezi 12 a 14 miliardami let, což je nyní považováno za slučitelné s odhadovaným stářím vesmíru (~13,8 miliardy let).

## Chemické složení
HD 140283 je velmi chudá na těžké prvky, což ukazuje na to, že vznikla z materiálu obohaceného pouze první generací hvězd (populace III). Má však detekovatelné množství lithia, což je dáno tím, že hvězda dosud nevstoupila do fáze červeného obra a nedošlo u ní k prvnímu promíchání materiálu.
Nedávné modely naznačují, že obsah prvků alfa procesu, jako je kyslík, je v HD 140283 relativně vyšší než obsah železa. Tento poměr potvrzuje, že hvězda vznikla z materiálu obohaceného supernovami první generace hvězd (populace III).

## Astrofyzikální význam
HD 140283 poskytuje cenné informace o podmínkách ve vesmíru krátce po Velkém třesku. Studie takových hvězd pomáhají vědcům odhadnout čas, kdy proběhla první reionizace vesmíru (období vzniku prvních hvězd), a zkoumat chemické složení raného vesmíru. Díky své blízkosti k Zemi patří HD 140283 k nejlépe prostudovaným hvězdám populace II.
Hvězdy jako HD 140283 slouží jako klíčové "kosmické hodiny", které umožňují vědcům odhadnout čas, kdy ve vesmíru probíhala první reionizace a vznikaly první hvězdy. Studium této hvězdy přispívá k pochopení chemického vývoje galaxie i časové škály vzniku těžších prvků.